# Pogrom de Szczuczyn
Le pogrom de Szczuczyn est le massacre de quelque 300 Juifs de la communauté de Szczuczyn, perpétré par ses habitants polonais en juin 1941, après que la ville a été contournée par les soldats allemands au début de l'opération Barbarossa. Le massacre de juin a été arrêté par les soldats allemands après que des femmes juives les eurent soudoyés pour qu'ils interviennent.
Un autre massacre perpétré par des Polonais en juillet a tué une centaine de Juifs et, après la prise de contrôle par la Gestapo allemande en août 1941, quelque 600 Juifs ont été tués par les Allemands, les Juifs restants ont été placés dans un ghetto, puis envoyés au camp d'extermination de Treblinka.

## Contexte historique
Environ 56 % des 4 502 habitants de la ville étaient juifs avant la guerre. Au début de la Seconde Guerre mondiale, Szczuczyn a été brièvement occupée par les forces allemandes, qui ont envoyé 350 hommes, pour la plupart juifs, au travail forcé. Seuls 30 d'entre eux sont revenus au bout de cinq mois. La ville a ensuite été prise par les Soviétiques, qui ont arrêté les riches habitants de la ville, dont de nombreux Juifs. Une vingtaine de familles juives ont été expulsées vers la Sibérie le 21 juin 1941 et environ 2 000 Juifs sont restés dans la ville. Les Soviétiques gardèrent le contrôle de la ville jusqu'au début de l'opération Barbarossa en juin 1941. Les Allemands ont toutefois contourné Szczuczyn dans leur progression vers l'est, laissant le contrôle de la ville aux Polonais.

## Massacre de juin
Dans la nuit du 25 juin, des Juifs sont assassinés par des Polonais lors de trois incidents. Le 28 juin, des foules armées de haches tuent quelque trois cents Juifs dans un massacre brutal. La foule polonaise a tué des familles entières, en se concentrant sur les familles riches, et a jeté les cadavres dans des fossés antichars près de la ville. Le massacre est attesté par Chaye Soika-Golding, une survivante juive locale, qui décrit le massacre et les efforts des femmes juives pour demander aux prêtres locaux et à l'intelligentsia polonaise d'arrêter le pogrom, efforts qui ont été refusés,. Les femmes ont finalement fait appel à une unité allemande de passage qui, après avoir reçu du savon, du café et le travail bénévole des femmes, est intervenue et a mis fin au pogrom,.

## Massacre de juillet
En juillet (le 24, ou le lundi 14 ou 28) 1941, des officiers polonais, sur ordre d'un officier SS, mobilisent la population polonaise locale pour participer à des violences anti-juives. Armés de bâtons, les Polonais emmènent quelque 2 500 Juifs au cimetière juif, où ils sont retenus prisonniers pendant que leurs maisons sont pillées et brûlées. Tous les hommes, à l'exception de 100, sont libérés dans la soirée. Trois autres hommes ont été libérés plus tard ; 97 personnes ont été tuées par la police polonaise,,.

## Événements postérieurs à la date du bilan
Le 8 août 1941, la Gestapo allemande a pris le contrôle de la ville. Quelque 600 Juifs ont été assassinés dans le cimetière et les Juifs survivants ont été placés dans un ghetto. Le 2 novembre 1942, les habitants du ghetto ont été envoyés au camp de transit de Bogusze, puis au camp d'extermination de Treblinka,.
En août 1941, une vingtaine de femmes juives du ghetto de Szczuczyn ont été violées, volées et tuées par leurs employeurs polonais alors qu'elles travaillaient dans les champs à Bzury. Lors d'un procès tenu en 1950 par les autorités communistes, un homme, Stanislaw Zalewski, a été condamné à mort (peine commuée plus tard en prison). Les noms ou les destins de six autres tueurs, qui ont été jugés lors du procès, sont indéterminés,.